# Serge Nicolaï
 (mai 2021).
La mise en forme du texte ne suit pas les recommandations de Wikipédia : il faut le « wikifier ».
Les points d'amélioration suivants sont les cas les plus fréquents. Le détail des points à revoir est peut-être précisé sur la page de discussion.
- Les titres sont pré-formatés par le logiciel. Ils ne sont ni en capitales, ni en gras.
- Le texte ne doit pas être écrit en capitales (les noms de famille non plus), ni en gras, ni en italique, ni en « petit »…
- Le gras n'est utilisé que pour surligner le titre de l'article dans l'introduction, une seule fois.
- L'italique est rarement utilisé : mots en langue étrangère, titres d'œuvres, noms de bateaux, etc.
- Les citations ne sont pas en italique mais en corps de texte normal. Elles sont entourées par des guillemets français : « et ».
- Les listes à puces sont à éviter, des paragraphes rédigés étant largement préférés. Les tableaux sont à réserver à la présentation de données structurées (résultats, etc.).
- Les appels de note de bas de page (petits chiffres en exposant, introduits par l'outil «  Source ») sont à placer entre la fin de phrase et le point final[comme ça].
- Les liens internes (vers d'autres articles de Wikipédia) sont à choisir avec parcimonie. Créez des liens vers des articles approfondissant le sujet. Les termes génériques sans rapport avec le sujet sont à éviter, ainsi que les répétitions de liens vers un même terme.
- Les liens externes sont à placer uniquement dans une section « Liens externes », à la fin de l'article. Ces liens sont à choisir avec parcimonie suivant les règles définies. Si un lien sert de source à l'article, son insertion dans le texte est à faire par les notes de bas de page.
- La présentation des références doit suivre les conventions bibliographiques. Il est recommandé d'utiliser les modèles {{Ouvrage}}, {{Chapitre}}, {{Article}}, {{Lien web}} et/ou {{Bibliographie}}. Le mode d'édition visuel peut mettre en forme automatiquement les références.
- Insérer une infobox (cadre d'informations à droite) n'est pas obligatoire pour parachever la mise en page.

Pour une aide détaillée, merci de consulter Aide:Wikification.
Si vous pensez que ces points ont été résolus, vous pouvez retirer ce bandeau et améliorer la mise en forme d'un autre article.
 (mai 2021).
 (mars 2024).
Les informations dans cet article sont mal organisées, redondantes, ou il existe des sections bien trop longues. Structurez-le ou soumettez des propositions en page de discussion.
Avec le temps, il arrive que le contenu présent dans un article devienne désordonné. Il est souvent nécessaire de réorganiser l'article de fond en comble.
- Il faut tout d’abord répartir le contenu de l'article en plusieurs sections. Les informations doivent ensuite être exposées clairement et le plus synthétiquement possible, regroupées par sujet afin d'éviter les doublons. Quelqu'un cherchant une information précise doit pouvoir la trouver rapidement en lisant la section appropriée.
- À l'intérieur de chaque section, le texte, souvent initialement sous la forme de phrases éparses, doit être regroupé dans des paragraphes de quelques lignes, en assurant un enchaînement logique et une cohérence entre les phrases.
- Lorsque l'article ou l'une de ses sections développe trop longuement un point qui n'est pas dans le cœur du sujet traité, il convient de faire une synthèse et de transférer l'ancien contenu dans des articles plus appropriés (en cas de transfert, il faut impérativement respecter la procédure Aide:Scission).

Si vous pensez que ces points ont été résolus, vous pouvez retirer ce bandeau et améliorer le plan d'un autre article.
Serge Nicolaï, né à Marseille le 7 octobre 1967, est un acteur, metteur en scène, scénographe français.

## Carrière

### Le Théâtre du Soleil
Serge Nicolaï entre au Théâtre du Soleil en 1998 en tant qu’acteur, il y collaborera notamment avec Ariane Mnouchkine, tant au théâtre qu’au cinéma. 
En 2005, il reçoit le Molière du meilleur Décor pour Le Dernier Caravensérail. 
Il tient le rôle principal de plusieurs pièces telles que Tambours sur la Digue (rôle de Tshumi), Le Dernier Caravansérail (rôles du Taliban noir, du cinéphile de Kaboul…), Les Ephémères (rôles de Gilles, Alain le nouveau papa, Marc le mari violent, le vieux à la ferme…), Les Naufragés du Fol Espoir.
En 2012, assisté d'Olivia Corsini, il met en scène A Puerta Cerrada, une adaptation de Huis Clos de Jean-Paul Sartre, avec la troupe argentine Timbre 4 dirigée par Claudio Tolcalchir à Buenos Aires
En 2017 après avoir interprété pendant plusieurs années Macbeth dans Macbeth de Shakespeare,,, il fonde sa propre société.

### The Wild Donkeys
En 2018, Serge Nicolaï crée la Compagnie The Wild Donkeysavec Olivia Corsini, partenaire de jeu rencontrée au Théâtre du Soleil. 
La même année, ils créent ensemble le spectacle A Bergman Affair inspiré du roman de Ingmar Bergman, Entretiens privés (titre original: Enskilda samtal, édition Gallimard). Ils travailleront à cette occasion avec Julie Anne Stanzak danseuse historique de la compagnie Pina Bausch.
Après ce premier spectacle, Serge Nicolaï met en scène Sleeping inspiré du roman Les Belles endormies (眠れる美女, Nemureru Bijo) de Yasunari Kawabata. A cette occasion Serge rencontre l’acteur historique de Peter Brook, Yoshi Oida. « Le point de départ fut mon désir de travailler avec des masques de Nô, particulièrement précis, rigoureux et puissants. Ce désir m’a conduit à rechercher un texte qui puisse accepter cette forme singulière, très exigeante pour l’acteur […]. Il ne s’agit pas d’une adaptation, mais plutôt d’une forme librement inspirée par le conte, qui conjugue théâtre, danse, musique, chants, vidéo et masques. »

### Olmo e a Gaivota
En 2014, en collaboration avec Olivia Corsini, Petra Costa et Lea Glob, il réalise le film Olmo et La Mouette (titre original Olmo e a Gaivota). Film hybride produit par Zentropa (fondée en 1992 par Lars von Trier et Peter Aalbæk Jensen), et Tim Robbins.
Le film présente l'histoire d'un couple d’artistes dans le moment de crise, de passage, de rupture avec le passé, que représente l’arrivée d’un enfant ,. Le film est primé dans plusieurs festivals de cinéma internationaux :
- Festival International du film de Locarno de 2015: Junior jury award winner
- Festival du film de Rio de 2015: melhor longa-metragem de documentário
- Festival du film du Caire: meilleur documentaire
- Festival international du film RiverRun: meilleur récit

## Parcours

### Acteur théâtre
- 2023/24 (en tournée) "L'Art de La Joie" de Ambre Kahan, Cie Get Out, Les Célestins-Théâtre de Lyon - MC93 - Théâtre de Villefranche sur Saône - Le Grand T - L'Azimut - Antony/Chatenay Malabry - Château Vallon-Liberté - Théâtre Nanterre-Amandiers
- 2022/2024 (toujours en tournée) "L'Avare" de Valéry Forrestier, rôle de Harpagon- Avignon Off
- 2020/2024 (toujours en tournée): La Tempête de Sandrine Anglade, création scène nationale du sud Aquitaine, rôle de Prospéro
- 2018-2019 (toujours en tournée): A Bergman Affair de Serge Nicolaï, Monfort Théâtre
- 2014: Kanata de Robert Lepage, rôle de Edmund Kean
- 2011-2013: Macbeth d'Arianne Mnouchkine, rôle de Macbeth
- 2009-2010 : Les Naufragés du Fol Espoir d'Arianne Mnouchkine, (Molière du théâtre public (2010), Molière du créateur de costumes pour Nathalie Thomas (2010), Marie-Hélène Bouvet et Annie Tran, Prix du Syndicat de la critique 2009 en tant que meilleure création d'une pièce en langue française)
- 2008-2005: Les Ephémères d'Arianne Mnouchkine, (nomination 2007 pour le Molière du théâtre public)
- 2005-2002: Le dernier Caravansérail d'Arianne Mnouchkine, (Molières du théâtre public, de musique de scène, de la compagnie)
- 2001-1999: Tambours sur la digue d'Arianne Mnouchkine (Molières metteur en scène, décorateur et pièce de création)
- 1998: Tout et bien qui finit bien d'Irina Brook, Festival d'Avignon (In)
- 1998: Et soudain des nuits d’éveil d'Arianne Mnouchkine
- 1996: Le Concile d’Amour de Benoît Lavigne avec Denis Lavant et Xavier Gallais
- 1996: La nuit et le moment de Benoît Lavigne
- 1995-1994: Si Camille me voyait de Serge Nicolaï & Stephen Szekely
- 1993: L’éphémère de Nicolas Lartigues avec Marie Adam
- 1992: Le barbier de Séville de Alexandre Stajic
- 1991: Les richesses naturelles de Guy Shelley, théâtre Espace Acteur
- 1991: La Fontaine démasqué de Lionel Becimol
- 1991: Dolina Ronseval de Marta Stebnika
- 1990: Komedianci de Marta Stebnika, Cracovie et Paris
- 1989: Komedianci (reżyseria) de Marta Stebnicka, théâtre Ludwik-solski et festival Les Arènes de Montmartre

### Acteur Cinéma
- 2021: Une femme de notre temps de Jean Paul Civeyrac
- 2018: Mes Provinciales de Jean Paul Civeyrac
- 2017: Rodin de Jacques Doillon
- 2014 : Olmo and the Seagull de Petra Costa et Lea Glob
- 2013: Les Naufragés du Fol Espoir d'Arianne Mnouchkine
- 2012: Casa dolce casa de Tonino de Bernardi
- 2009: Les Éphémères d'Arianne Mnouchkine
- 2006: Le dernier Caravansérail d'Arianne Mnouchkine
- 2003: Le cadeau d’Elena de Frédéric Graziani
- 2003: Les Ombres (court métrage) d'Alexandre Nahon
- 2002: Tambours sur la digue d'Arianne Mnouchkine, rôle de Tshumi
- 1996: Bonne pioche (court métrage) de Frédéric Graziani

### Acteur TV
- 1997: Série Cordier juge et flic de Paul Planchon, saison 4, épisode 5 La tour de jade
- 1996: Série Groupe Nuit de Patrick Jamain

### Metteur en scène
- 2020-21 (tournée en cours): Sleeping avec Yoshi Oida avec le soutien de la Fondation Sasakawa, Cie Digestif (CH), création ZeugHaus Kultur (CH), théâtre du Crochetan (CH) et Théâtre Le Monfort.
- 2018-19 (tournée en cours): A Bergman Affair création Porto Alegre Em Cena (BR), Teatro Sesc Garagem (RIO), Festival Internacional de Teatro de Brasília (BR), Théâtre Le Monfort, Scène Nationale de La Madeleine de Troyes, Festival VIE (ERT) (IT); en tournée Le Manège Maubeuge, Sénart, Arsenal Val de Reuil.
- 2016: Abèle A. d’après La Famille Schroffenstein de Heinrich von Kleist, Rencontres Internationales de L’Aria
- 2015: Les Amants de Sonézaki, Rencontres Internationales de L’Aria
- 2014: Antigone de Jean Anouilh, Rencontres Internationales de L’Aria
- 2014: A Puerta Cerrada d’après Huis Clos de Sartre, création au Teatro Timbre 4 de Claudio Tolcachir (BsAs), Patio de Actores (BsAs), Mostra International Teatro de Ribadavia, Festival VIE (ERT) ITA, Théâtre du Soleil
- 1995-94: Si Camille me voyait de Serge Nicolaï & Stephen Szekely, théâtre Espace Acteur

## Récompenses
- Molières obtenus entre 2001 et 2010 par le Théâtre du Soleil pour les spectacles ci-dessus
- Molière du meilleur scénographe pour les décors du Dernier Caravensérail en 2005
- Prix pour le film Olmo et La Mouette.
- Troisième étoile en 1981 au Val d'Isère avec Fernand Bonnevie